# Hogräns socken
Hogräns socken ingick i Gotlands södra härad, ingår sedan 1971 i Gotlands kommun och motsvarar från 2016 Hogräns distrikt.
Socknens areal är 22,18 kvadratkilometer allt land. År 2020 fanns här 215 invånare. Sockenkyrkan Hogräns kyrka ligger i socknen. 

## Administrativ historik
Hogräns socken har medeltida ursprung. Socknen tillhörde till stor del Banda ting som i sin tur ingick i Hejde setting i Medeltredingen.
Vid kommunreformen 1862 övergick socknens ansvar för de kyrkliga frågorna till Hogräns församling och för de borgerliga frågorna bildades Hogräns landskommun. Landskommunen inkorporerades 1952 i Stenkumla landskommun och ingår sedan 1971 i Gotlands kommun. Församlingen uppgick 2006 i Vall, Hogrän och Atlingbo församling.
1 januari 2016 inrättades distriktet Hogrän, med samma omfattning som församlingen hade 1999/2000.  
Socknen har tillhört samma fögderier och domsagor som Gotlands södra härad. De indelta båtsmännen tillhörde Gotlands andra båtsmanskompani.

## Geografi
Hogräns socken ligger söder om Visby på västra Gotlands inland. Socknen är skogsbygd i väster och slättbygd i öster vid den nu utdikade Vallmyr.

### Gårdsnamn
Alands, Allvide, Annexen, Buters, Byssegårde, Djupbrunns, Enbjänne Lilla, Enbjänne Stora, Gervalds, Nystugu, Prostarve, Rodarve, Tomsarve, Vallbys, Vismaräng och Långfäneskog.

## Fornlämningar
Från järnåldern finns fem gravfält, stensträngar, sliprännestenar och en bildsten, nu i Gotlands museum.
Här hittades också Stora Enbjänne-fyndet.

## Namnet
Namnet (1300-talets mitt Haugren) innehåller förleden haur, 'hög' och efterleden grän, 'gran'. Tolkningen blir då någon eller några iögonfallande granar.

## Befolkningsutveckling
| Befolkningsutvecklingen i Hogräns socken 1750–2020 | Befolkningsutvecklingen i Hogräns socken 1750–2020 | Befolkningsutvecklingen i Hogräns socken 1750–2020 | Befolkningsutvecklingen i Hogräns socken 1750–2020 | Befolkningsutvecklingen i Hogräns socken 1750–2020 |
| --- | -------------------------------------------------- | -------------------------------------------------- | -------------------------------------------------- | -------------------------------------------------- |
| |                                                    |                                                    |                                                    |                                                    |
| År |                                                    |                                                    | Folkmängd                                          |                                                    |
| 1750 | 1750                                               |                                                    | 201                                                |                                                    |
| 1760 | 1760                                               |                                                    | 208                                                |                                                    |
| 1769 | 1769                                               |                                                    | 231                                                |                                                    |
| 1780 | 1780                                               |                                                    | 256                                                |                                                    |
| 1790 | 1790                                               |                                                    | 225                                                |                                                    |
| 1800 | 1800                                               |                                                    | 262                                                |                                                    |
| 1810 | 1810                                               |                                                    | 250                                                |                                                    |
| 1820 | 1820                                               |                                                    | 272                                                |                                                    |
| 1830 | 1830                                               |                                                    | 274                                                |                                                    |
| 1840 | 1840                                               |                                                    | 292                                                |                                                    |
| 1850 | 1850                                               |                                                    | 337                                                |                                                    |
| 1860 | 1860                                               |                                                    | 345                                                |                                                    |
| 1870 | 1870                                               |                                                    | 355                                                |                                                    |
| 1880 | 1880                                               |                                                    | 350                                                |                                                    |
| 1890 | 1890                                               |                                                    | 320                                                |                                                    |
| 1900 | 1900                                               |                                                    | 331                                                |                                                    |
| 1910 | 1910                                               |                                                    | 336                                                |                                                    |
| 1920 | 1920                                               |                                                    | 355                                                |                                                    |
| 1930 | 1930                                               |                                                    | 350                                                |                                                    |
| 1940 | 1940                                               |                                                    | 319                                                |                                                    |
| 1950 | 1950                                               |                                                    | 312                                                |                                                    |
| 1960 | 1960                                               |                                                    | 288                                                |                                                    |
| 1970 | 1970                                               |                                                    | 193                                                |                                                    |
| 1980 | 1980                                               |                                                    | 201                                                |                                                    |
| 1990 | 1990                                               |                                                    | 212                                                |                                                    |
| 2000 | 2000                                               |                                                    | 240                                                |                                                    |
| 2010 | 2010                                               |                                                    | 229                                                |                                                    |
| 2020 | 2020                                               |                                                    | 215                                                |                                                    |
| Anm: Källor: Umeå universitet - Tabellverket 1749-1859, Demografiska databasen, CEDAR, Umeå universitet, Befolkningsutvecklingen i Gotlands socknar 2000 - 2010, Folkmängden per distrikt, landskap, landsdel eller riket efter kön. År 2015 - 2022. |                                                    |                                                    |                                                    |                                                    |

### Fotnoter
1. 1 2  Svensk Uppslagsbok andra upplagan 1947–1955: Hogrän socken
2. ↑  ”Folkmängden per distrikt, landskap, landsdel eller riket efter kön. År 2015 - 2022”. Statistikdatabasen. Statistiska centralbyrån. http://www.statistikdatabasen.scb.se/pxweb/sv/ssd/START__BE__BE0101__BE0101A/FolkmangdDistrikt/. Läst 23 april 2023.
3. ↑  Harlén, Hans; Harlén Eivy (2003). Sverige från A till Ö: geografisk-historisk uppslagsbok. Stockholm: Kommentus. Libris 9337075. ISBN 91-7345-139-8
4. ↑  ”Församlingar”. Statistiska centralbyrån. https://www.scb.se/hitta-statistik/regional-statistik-och-kartor/regionala-indelningar/forsamlingar/. Läst 30 december 2022.
5. ↑  Administrativ historik för Hogrän socken (Klicka på församlingsposten). Källa: Nationella arkivdatabasen, Riksarkivet.
6. ↑  Om Gotlands båtsmanskompani
7. 1 2  Sjögren, Otto (1931). Sverige geografisk beskrivning del 2 Östergötlands, Jönköpings, Kronobergs, Kalmar och Gotlands län. Stockholm: Wahlström & Widstrand. Libris 9939
8. 1 2 3  Nationalencyklopedin
9. ↑  Förteckning över slipskåror
10. ↑  Fornlämningar, Statens historiska museum: Hogräns socken
11. ↑  Fornminnesregistret, Riksantikvarieämbetet: Hogräns socken Fornminnen i socknen erhålls på kartan genom att skriva in sockennamn (utan "socken") i "Ange geografiskt område"
12. ↑  Mats Wahlberg, red (2003). Svenskt ortnamnslexikon. Uppsala: Institutet för språk och folkminnen. Libris 8998039. ISBN 91-7229-020-X. https://isof.diva-portal.org/smash/get/diva2:1175717/FULLTEXT02.pdf